# أليكس أداي
ألكسندر سينا كودجو أداي (من مواليد 20 ديسمبر 1993) هو لاعب كرة قدم إنجليزي محترف. يلعب كجناح في فريق سوليهول مورز، على سبيل الإعارة من مدينة شلتنهام.